# Where Is the Love?
„Where Is the Love?“ (в превод „Къде е любовта?“) е първият водещ сингъл от третия албум „Elephunk“ на американската хип-хоп група „Блек Айд Пийс“. Песента е написана от Уил Ай Ем, Джъстин Тимбърлейк и няколко други автора. Това е първата песен на групата, която представя певицата Фърги като официален член на групата.
„Where Is the Love?“ постига успех в класациите за радио ефир, достига номер осем на американската Billboard Hot 100 и оглавява класациите в Австралия, Ирландия и Обединеното кралство. Тя става най-продаваният сингъл за 2003 г. в последната страна. Песента е 4 минути и 34 секунди дълга и излиза на 15 юни 2003 година. Тя е политически наситена и в нея се говори за различни проблеми – тероризъм, расизъм, равенство, справедливост, замърсяване и липса на толерантност. Официалното видео е заснето в Лос Анджелис.